# Elisabeth Järnefelt
Elisabeth Järnefelt (geborene Elisabeth Clodt von Jürgensburg; * 11. Januar 1839 in Sankt Petersburg; † 3. Februar 1929 in Helsinki) war eine bedeutende Förderin der finnischen Kunst und Kultur.

## Leben
Dem baltischen Adelsgeschlecht der Clodt von Jürgensburg entstammend war sie Nichte des Bildhauers Peter Clodt von Jürgensburg und Schwester des Malers Michail Clodt von Jürgensburg. 1858 heiratete sie den General August Alexander Järnefelt, mit dem sie nach Finnland ging. Hier sammelte sie einen literatur- und kunstinteressierten Kreis junger Leute um sich, zu denen neben ihren eigenen Kindern, dem Übersetzer und Literaturkritiker Kasper Järnefelt, dem Schriftsteller Arvid Järnefelt, dem Maler Eero Järnefelt und dem Komponisten Armas Järnefelt auch Juhani Aho und Heikki Kauppinen und für einige Zeit auch Minna Canth gehörten.
In dieser "Järnefelt-Schule" führte sie das Gedankengut Lew Tolstois und die Kunsttheorien Belinskis in die finnische Literatur ein. Järnefelt gilt als "Mutter der finnischen Kunst und Kultur". Ihre Tochter Aino war mit dem finnischen Nationalkomponisten Jean Sibelius verheiratet.